# Euselasia brevicauda
Euselasia brevicauda is een vlindersoort uit de familie van de prachtvlinders (Riodinidae), onderfamilie Euselasiinae.
Euselasia brevicauda werd in 1926 beschreven door Lathy.